# Verticordioidea
Super-famille
Les Verticordioidea sont une super-famille de mollusques bivalves.

## Liste des familles
Selon World Register of Marine Species (16 décembre 2018) :
- famille Euciroidae Dall, 1895
- famille Lyonsiellidae Dall, 1895
- famille Verticordiidae Stoliczka, 1870